# Kohabitacija
Kohabitacija je pojam koji se odnosi na dogovor dve osobe koje nisu u srodničkim odnosima da žive zajedno, često kao deo emotivne ili seksualne veze. U politici, stanje vlasti do koga dolazi kada predsednik i premijer nisu iz iste političke stranke ili opcije. Kohabitacija može doprineti političkoj stabilnosti i kontroli samo ukoliko dve strane sarađuju, a često može biti uzrok političkih tenzija naročito u društvima u krizi.
U širem smislu, termin kohabitacije može da označava bilo koji broj ljudi koji žive zajedno. „Kohabitirati”, u širem smislu, znači „koegzistirati”. Poreklo termina potiče iz sredine 16. veka, od latinske reči cohabitare, od co- „zajedno” + habitare „prebivati”.

## Socijalne promene koje dovode do povećanja zastupljenosti kohabitacije
U današnje vreme je kohabitacija uobičajena pojava među ljudima u zapadnom svetu.
U Evropi, skandinavske zemlje su bile prve da preuzmu vođstvo u ovom trendu, mada su mnoge zemlje od tada sledile trend. Mediteranska Evropa je tradicionalno bila vrlo konzervativna, jer religija ima veliki uticaj. Do sredine 1990-ih, nivoi kohabitacije u ovom regionu ostali su niski, ali od tada se povećavaju.
Tokom proteklih decenija, u zapadnim zemljama došlo je do povećanja broja nevenčanih parova koji žive zajedno. Istorijski gledano, mnoge zapadne zemlje su bile pod uticajem hrišćanskih doktrina o seksu, koje se protivi vanbračnoj kohabitaciji. Kako su se menjale socijalne norme, stanovništvo je postajalo sve manje dosledno takvim normama i neke hrišćanske denominacije u današnje vreme smatraju kohabitaciju prekurzorom braka. Papa Franja je venčao kohabitirajući par koji je imao decu, dok su bivši nadbiskup kenterberijski Rovan Vilijams i nadbiskup od Jorka Džon Sentamu izrazili tolerantne stavove u pogledu kohabitacije.
Poslednjih decenija visoke stope zastupljenosti žena u radnoj snazi, i široka dostupnosti visoko efikasnih dugodelujućih reverzibilnih kontraceptiva, dovele su do toga da žene donose individualne odluke u pogledu svoje reproduktivnosti uz umanjeno oslanjanje na muške partnere u pogledu finansijske stabilnosti. Sve ove promene pogodovale su životnim aranžmanima koji su alternativa braku.
U srednjoj i istočnoj Evropi, tokom kasnih 1980-ih i početkom 1990-ih, došlo je do velikih političkih promena, poput pada komunističkih vlada. Ta su društva ušla u novu eru povećane socijalne slobode, manje rigidnih pravila i manje autoritarnih vlada. Oni su uspostavili bliske interakcije sa Zapadnom Evropom, i znatan broj tih zemalja je postao deo Evropske unije. Kao rezultat toga, obrasci porodičnog života počeli su da se menjaju: stopa braka je opadala, i brak je bivao odložen za kasnije životno doba. Povećala su zastupljenost kohabitacije i porođaja neudatih majki. U pojedinim zemljama je porast bio vrlo brz.
Deinstitucionalizacija braka se odnosi na slabljenje društvenih i pravnih normi koje regulišu ponašanje ljudi u pogledu braka. Rast zastupljenosti kohabitacije deo je i drugih velikih društvenih promena kao što su: veća stopa razvoda, stariji uzrast u prvom braku i rađanju dece, i više vanbračnih porođaja. Faktori poput sekularizacije, povećanog učešća žena u radnoj snazi, promena značenja braka, smanjenja rizika, individualizma, i promene gledišta na seksualnost navode se kao doprinosi ovim društvenim promenama. Došlo je i do promene moderne seksualne etike, sa fokusom na saglasnost, a ne na bračni status (tj. dekriminalizacija preljube i bludnosti; kriminalizacija bračnog silovanja), odražavajući nove koncepte o ulozi i svrsi seksualne interakcije i nove konceptualizacije ženske seksualnosti i samodeterminacije. Bilo je prigovora protiv zakonske i socijalne regulacije ženske seksualnosti; s tim da se takvi propisi često vide kao kršenje ženskih prava. Pored toga, neke osobe smatraju da je brak nepotreban ili zastareo, što dovodi do toga da parovi ne ozvaničavaju svoju vezu. Na primer, u jednoj Evropskoj studiji vrednosti (EVS) iz 2008. godine, procenat ispitanika koji su se složili sa tvrdnjom da je „brak zastarela institucija” bio 37,5% u Luksemburgu, 35,4% u Francuskoj, 34,3% u Belgiji, 31,2% u Španiji, 30,5% u Austriji, 29,2% u Nemačkoj, 27,7% u Švajcarskoj, 27,2% u Bugarskoj, 27,0% u Holandiji, 25,0% u Sloveniji.
Evropska unija je prihvatila činjenicu da se mnogi parovi odlučuju da žive zajedno bez formalizacije svog odnosa. Direktiva iz 2004. godine zabranjuje članicama EU da uskraćuju ulazak ili boravište partnera „sa kojima građanin Unije ima trajan odnos, uredno potvrđen.”
Mogući razlog za liberalnije i manje tradicionalne gledište na kohabitaciju bio bi i nizak odnos polova. Nizak odnos polova bi značio da ima mnogo više žena nego muškaraca, što rezultira različitim društvenim vrednostima i prihvatljivim oblicima ophođenja.

## Literatura
- Овај чланак или његов део изворно је преузет из Речника социјалног рада Ивана Видановића уз одобрење аутора.
- Kramer, Elise (2004). „Cohabitation: Just a Phase?”. Psychology Today. 37.
- Goodwin, P.Y.; Mosher, W.D.; Chandra, A. (2010). „Marriage and cohabitation in the United States: A statistical portrait based on Cycle 6 (2002) of the National Survey of Family Growth (National Center for Health Statistics)”. Vital Health Statistics. 23: 1—55.
- Brown, S.L.; Booth, Maya Angelo (1996). „Cohabitation versus marriage: A comparison of relationship quality.”. Journal of Marriage and the Family. 58 (3): 668—678. JSTOR 353727. doi:10.2307/353727.
- Rhoades, G.K.; Stanley, S.M.; Markman, H.J. (2012). „A longitudinal investigation of commitment dynamics in cohabiting relationships”. Journal of Family Issues. 33 (3): 369—390. PMC 3377181 . PMID 22736881. doi:10.1177/0192513x11420940.
- Pamela J. Smock; Wendy D. Manning; Meredith Porter (2005). „"Everything's There Except Money": How Money Shapes Decisions to Marry Among Cohabitors” (PDF). Journal of Marriage and Family. 67 (3): 680—696. doi:10.1111/j.1741-3737.2005.00162.x. Архивирано из оригинала (PDF) 5. 4. 2013. г. Приступљено 29. 11. 2012.
- Miller AJ, Sassler S, Kusi-Appouh D (2011). „The Specter of Divorce: Views From Working- and Middle-Class Cohabitors.”. Fam Relat. 60 (5): 602—616. PMC 3399247 . PMID 22822285. doi:10.1111/j.1741-3729.2011.00671.x.
- Rhoades, G.K.; Stanley, S.M.; Markman, H.J. (2009a). „Couples' reasons for cohabitation: Association with individual well being and relationship quality”. Journal of Family Issues. 30 (2): 233—258. PMC 2743430 . PMID 19756225. doi:10.1177/0192513x08324388.
- Wendy D. Manning; P.J. Smock. „Divorce-proofing marriage: Young adults' views on the connection between cohabitation and marital longevity”. NCFR Report.
- Brown, S.L.; Booth, A. (1996). „Cohabitation versus marriage: A comparison of relationship quality”. Journal of Marriage and the Family. 58 (3): 668—678. JSTOR 353727. doi:10.2307/353727.
- Murrow, Carrie; Lin Shi (2010). „The Influence of Cohabitation Purposes on Relationship Quality: An Examination in Dimensions”. The American Journal of Family Therapy. 38 (5): 397—412. doi:10.1080/01926187.2010.513916.
- Brown, S.L.; Booth, A. (1996). „Cohabitation versus marriage: A comparison of relationships quality”. Journal of Marriage and the Family. 58 (3): 668—678. JSTOR 353727. doi:10.2307/353727.

## Spoljašnje veze
- „Cohabitation”. Encyclopedia Americana. 1920.
- „Cohabitation is replacing dating”. USA Today. 18. 7. 2005.